# Nadir (prénom)
Pour les articles homonymes, voir Nadir.
Nadir est un prénom issu de l'arabe نادر (nādir, « rare », aussi transcrit Nader) ou de نذير (naḏīr, « celui qui avertit », aussi transcrit Nadhir).

## Usage
Très populaire parmi les arabes et musulmans d'Asie centrale ou mineure.

## Comme nom de personne ou prénom
Parmi les personnes notoires nommées Nadir, citons :

### Homme politique
- Mohammad Nadir Shah, roi d'Afghanistan (1880-1933).

### Chahanchah de Perse
- Nadir Shah, chah d'Iran et premier monarque des Afcharides (1688-1747).

### Artistes, journalistes et sportifs contemporains
- Malika Nedir (né en 1968), journaliste algérienne.
- Nadir Belhadj (né en 1982), footballeur algérien.
- Nadir Lamyaghri (né en 1976), footballeur marocain.
- Nadir El Fassi (né en 1983), athlète français d'origine marocaine.
- Nadir Haddou (né en 1983), coureur cycliste français d'origine marocaine.
- Nadir Afonso, artiste peintre et architecte portugais (1920-2013).
- Nadir Benchenaa (né en 1984), footballeur suédois d'origine algérienne.
- Nadir Kouidri (né à 77-Brou sur Chantereine en 1975), chanteur français de nom de scène Ridan, anagramme de Nadir

### Réalisateurs et producteurs
- Nadir Moknèche (né en 1965), réalisateur français d'origine algérienne.
- Nadir Khayat ou RedOne (né en 1972), producteur de musique marocaine.

### Lieux
- Hôpital Nadir Mohamed, un hôpital universitaire algérien.

### Personnage de fiction
Nadir, un des personnages de l'opéra de Georges Bizet, "Les Pêcheurs de perles".